# José Ferrer (Musiker)

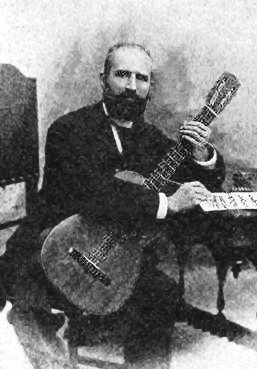
José Ferrer, 1902

José Ferrer Esteve de Fujadas (katalanisch Josep Ferrer i Esteve de Pujadas; * 13. März 1835 in Girona; † 7. März 1916 in Barcelona) war ein spanischer Gitarrist, Komponist und Musikpädagoge.

## Leben
Ferrer wuchs in Torroella de Montgrí auf. Er lernte Gitarre bei seinem Vater und ab seinem 25. Lebensjahr bei José Broca in Barcelona. Nach dem Tod Brocas zog Ferrer nach Paris, um dort zu unterrichten. 1898 kehrte er nach Barcelona zurück und wurde dort Gitarrenlehrer am Conservatorio del Liceo. Er war u. a. mit Auguste Zurfluh (Schüler von Tárrega) befreundet. Ferrer komponierte vorrangig für seine weiblichen Studenten und konzertierte (auch im Duett mit José Viñas). Seine Werke Memories of Yester-year und six minuets gewannen Preise.